# Complot des Illuminati
Pour les articles homonymes, voir Illuminati.
Le complot des Illuminati est une théorie conspirationniste selon laquelle la « société de pensée » allemande des Illuminés de Bavière, historiquement dissoute en 1785, aurait perduré dans la clandestinité et poursuivrait un plan secret de domination du monde. Cette théorie, dont la première mention remonte à l'ouvrage de John Robison, Proof of a Conspiracy, publié en 1797, se confond avec les théories du complot maçonnique en avançant que les Illuminati réalisent leur plan en infiltrant les différents gouvernements, en particulier ceux issus de révolutions, et les autres sociétés initiatiques dont la franc-maçonnerie.

## Histoire
Dans le monde anglo-saxon, la théorie du complot des Illuminati a été lancée par Les Preuves d'une conspiration, ouvrage publié par l'Écossais John Robison en 1797.
En France, la théorie du complot des Illuminati provient principalement des milieux catholiques de la contre-révolution, notamment d'Augustin Barruel et de ses Mémoires pour servir à l'histoire du jacobinisme (1798-1799).
Si les études historiques estiment que les derniers Illuminati n'ont pas survécu au-delà du XVIIIe siècle,, la dénomination « Illuminati » reste utilisée  dans le folklore du complot pour identifier comme conspirateurs des groupes divers (francs-maçons, sionistes, CIA, communistes, sociétés secrètes diverses, organisations internationales) et pour désigner, dans le système qui en résulte, le noyau des « maîtres du monde ». Le réalisateur américain Myron Coureval Fagan, ancien indicateur du FBI connu pour ses saillies racistes et antisémites, fut un des premiers propagateurs de ces théories impliquant les Illuminati, s'inspirant des essais de John Thomas Flynn[réf. nécessaire].
Au cours de l’entre-deux-guerres, des propagandistes comme l’historienne révisionniste Nesta Webster et l'essayiste fasciste Edith Starr Miller ont popularisé le mythe du complot des Illuminati en affirmant qu’il s’agissait d’une société secrète subversive au service des élites juives qui auraient soutenu à la fois le capitalisme et le communisme soviétique afin de diviser le monde pour mieux régner. L’évangéliste Gerald Burton Winrod et d’autres théoriciens du complot, au sein du christianisme fondamentaliste américain, sont devenus les principaux vecteurs de diffusion des théories du complot des Illuminati aux États-Unis. Des groupes populistes de droite, tels que la John Birch Society, ont ensuite accusé certaines fraternités ou associations (dont Skull and Bones et le Bohemian Club) d'être aux mains des Illuminati désireux de créer un nouvel ordre mondial en leur faveur.

## Analyse
Pour Stéphane François, cette théorie du complot « a beaucoup de similitudes avec un autre mythe important : Les Protocoles des Sages de Sion, qui seraient le plan écrit d’agitateurs juifs pour asservir le monde. De fait, nous sommes en présence de mythologies contemporaines et de mythes "agglutinants", c’est-à-dire de mythes différents qui s’agrègent et fusionnent entre eux », les Protocoles des Sages de Sion ayant été en réalité rédigés à Paris, en 1901, par un informateur de l'Okhrana (la police secrète de l'Empire russe), Mathieu Golovinski…

Selon le philosophe Philippe Huneman, 

« [les Illuminati] sont comme une “superthéorie du complot” qui viendrait toutes les synthétiser. Ils figureraient l'archétype des conspirateurs : leur toute-puissance est à la mesure de leur opacité. Le complot apparaît ici comme pur de tout préjugé : tandis que les conspirationnistes usuels cachent plus ou moins mal des motivations antisémites ou racistes — le complot judéo-bolchévique des années 1930, les complots maçonniques, l'attribution du 11-Septembre à la CIA, etc. —, on ne saurait réduire le complot illuminati à une affaire d'antisémitisme ou d'antiaméricanisme, puisque, justement, les Illuminati n'existent pas. En tant que forme pure de théorie du complot, la légende des Illuminati permet de comprendre ces étranges récits alternatifs dont la présence dans le débat public — avant tout sur Internet — sème le doute sur les faits annoncés par les médias et alimente la méfiance à l'égard des institutions démocratiques. »

## Allégations

### Gouvernement américain
La théorie du complot des Illuminati déclare que certains Pères fondateurs des États-Unis, dont certains étaient francs-maçons, ont été corrompus par les Illuminati. Cette très ancienne théorie du complot est encore soutenue de nos jours, notamment par l'écrivain américain Antony Cyril Sutton qui considère que l'influence des Illuminati sur le gouvernement américain se manifeste à travers la fraternité étudiante de l'université Yale : le Skull and Bones.
George Washington lui-même avait à son époque reçu un exemplaire du livre conspirationniste Proof of a Conspiracy de John Robison. Dans une lettre de remerciements qu'il écrivit à l'expéditeur le 25 septembre 1798, le premier président nia que les Illuminés de Bavière aient réussi à gagner de l'influence dans aucune des loges maçonniques américaines.

### Grand sceau des États-Unis

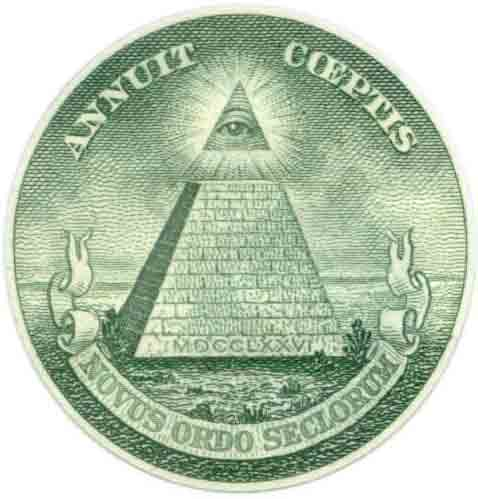
Symbole de l'œil surmontant la pyramide sur le billet d'un dollar US.

Le revers du Grand sceau des États-Unis, notamment visible sur le billet de 1 dollar américain, représente une pyramide tronquée dont le sommet est éclairé par l'Œil de la Providence. Au-dessus est inscrite la devise Annuit cœptis, et au-dessous, Novus ordo seclorum. L'inscription (MDCCLXXVI) en numération romaine à la base de la pyramide correspond à 1776, année de la déclaration d'indépendance des États-Unis.
Ces symboles sont cités par les théoriciens du complot comme exemples de la présence et du pouvoir des Illuminati. D'après eux, le sceau affiche un œil lucide — qui représenterait l'aboutissement de l'illumination : La Connaissance — dominant une base aveugle : symbole d'une élite omnisciente contrôlant le peuple[réf. nécessaire]. Annuit cœptis (« ce que nous entreprenons sera couronné de succès » ou, selon la traduction, « Il approuve ce qui a été commencé ») serait le cri de victoire des conspirateurs, tandis que Novus ordo seclorum (« Nouvel ordre des siècles » ou « Ère Nouvelle d'Ordre », « seculorum » étant la forme génitive plurielle du mot « saeculum ») indiquerait le régime nouveau, rebelle, indépendant de l'Église ; la mention MDCCLXXVI renverrait, elle, à l'année de la fondation des Illuminés de Bavière, maîtres secrets du gouvernement américain[réf. nécessaire]. De par cette interprétation, la présence de triangles ou d'œils uniques dans des photos et vidéos de personnalités politiques ou médiatiques est souvent interprétée comme une preuve de leur appartenance aux illuminati, de même que les personnes impliquées dans la réalisation d'une œuvre de fiction faisant apparaître ces formes[réf. nécessaire].
Ces symboles ésotériques sont apparus antérieurement aux Illuminati. L'œil dans le triangle est une représentation de Dieu datant de la Renaissance. Quant à la pyramide non terminée, suggérée par Francis Hopkinson au comité qui dessina le Grand Sceau des États-Unis, elle représente la nouvelle nation, vouée à durer des siècles à l'instar des fameuses pyramides d'Égypte. Elle comporte 13 rangées de pierres, représentant les 13 colonies d'origine, sous l'Œil de la Providence, image de Dieu veillant sur elles. Enfin, l'inscription (MDCCLXXVI) à la base de la pyramide n'est pas là pour marquer l'année de la fondation des Illuminés de Bavière, mais celle de la déclaration d'indépendance des États-Unis.

## Diffusion
Selon le philosophe Philippe Huneman, la théorie du complot des Illuminati a « connu un regain au XXe siècle à l'époque de la diffusion des grandes théories conspirationnistes concomitantes au développement du fascisme et du communisme. Mais, vers les années 1990, on note un net accroissement du phénomène. Ceci s'explique tant par la première guerre du Golfe, en 1991, qui, deux ans après la fin de l'empire soviétique, est l'occasion pour Bush père d'annoncer la formation d'un « nouvel ordre mondial » ; que par l'arrivée d'Internet, média sans filtre où quiconque soutient une théorie aussi délirante soit-elle peut la publier et attirer l'attention sur elle […] ; ou par la diffusion de l'imagerie illuminati dans les réseaux de la contre-culture et dans la communauté afro-américaine via la musique rap. »
D'après l'historien Stéphane François, le mythe des Illuminati réapparaît « sur Internet à dater des années 2000 ». En effet, « les publications à connotation paranoïaque/conspirationniste parlant des Illuminati étaient jusqu’à présent très peu lues, et surtout peu diffusées. Elles restaient donc confidentielles. Internet, en dématérialisant les supports, a permis une diffusion accrue de ces thèses […]. »
Philippe Huneman relève que les sites véhiculant la théorie du complot des Illuminati « sont innombrables, tout comme les vidéos sur YouTube — l'une de celles-ci a été vue plus d'un milliard de fois : elle explique les plans illuminati pour tuer une bonne partie de l'humanité via un tsunami sur New York en 2015. »
D'après Stéphane François, la théorie du complot des Illuminati a été véhiculée par « les milieux d'extrême droite ésotérique marqués par le New Age ». Elle l'est aujourd'hui par une association d'extrême droite comme Égalité et Réconciliation, mais aussi « chez les altermondialistes et dans le milieu du hip-hop », ainsi que par Laurent Glauzy, ancien chroniqueur de Rivarol qui lui a consacré un livre largement cité à l'extrême droite (Rivarol, Radio Courtoisie, plusieurs sites officiels du Front national).